# Helastia triphragma
Helastia triphragma là một loài bướm đêm trong họ Geometridae.